# Сборная Сент-Китса и Невиса по нетболу
Сборная Сент-Китса и Невиса по нетболу представляет Сент-Китс и Невис на международных соревнованиях по нетболу. Управляющим органом является Ассоциация нетбола Сент-Китса и Невиса (англ. Saint Kitts and Nevis Netball Association).
По состоянию на 25 июля 2024, сборная Сент-Китса и Невиса по нетболу занимает 40-е место в мировом рейтинге сборных по нетболу.

## Результаты выступлений

### Чемпионаты мира
| Год        | Место          | Игры           | Победы         | Ничьи          | Поражения      |
| ---------- | -------------- | -------------- | -------------- | -------------- | -------------- |
| 1963—1975  | не участвовали | не участвовали | не участвовали | не участвовали | не участвовали |
| 1979       | 8              | 9              | 2              | 1              | 6              |
| 1983—н. в. | не участвовали | не участвовали | не участвовали | не участвовали | не участвовали |

### Чемпионаты Америки
| Год        | Место          | Игры           | Победы         | Ничьи          | Поражения      |
| ---------- | -------------- | -------------- | -------------- | -------------- | -------------- |
| 1997       | 7              | 9              | 3              | 0              | 6              |
| 2008—н. в. | не участвовали | не участвовали | не участвовали | не участвовали | не участвовали |